# Tenisový dvorec

Tenisový dvorec, cizím slovem kurt, je hřiště určené pro tenisovou hru.
Tenis se hraje na hřišti jehož povrch je travnatý, asfaltový, antukový nebo může být pokryt umělým trávníkem. Dvouhra se hraje na hřišti 23,77 m dlouhém a 8,23 m širokém. Pro čtyřhru je po obou stranách přidán pruh 1,37 m široký. Uprostřed je předělen sítí zavěšenou na kabelu o průměru maximálně 0,8 cm. Jeho konce jsou buď upevněny na horní ploše nebo vedeny přes horní plochu dvou sloupků, které mají průřez buď čtvercový o straně nejvýše 15 cm, nebo kruhový o průměru nejvýše 15 cm. Tyto sloupky mohou přesahovat zavěšený kabel sítě nejvýše o 2,5 cm. Středy sloupků jsou na každé straně vzdáleny 0,914 m od čáry ohraničující dvorec. Sloupky musí být tak vysoké, aby provaz nebo kovové lano vedené přes jejich horní plochu byly 1,07 m nad zemí.

## Síť
Jestliže se kombinovaného dvorce pro čtyřhru a pro dvouhru se sítí pro čtyřhru použije pro dvouhru, musí být síť podepřena ve výši 1,07 m dvěma sloupky, zvanými tyčky pro dvouhru, které mají průřez buď čtvercový o straně nejvýše 7,5 cm, nebo kruhový o průměru nejvýše 7,5 cm. Jejich středy jsou na každé straně vzdáleny 0,914 m od čáry ohraničující dvorec pro dvouhru.
Síť musí být napjata tak, aby zcela vyplňovala plochu mezi oběma sloupky, a musí mít oka tak malá, aby jimi míč nemohl projít. Výška sítě uprostřed je 0,914 m, ve středu je síť stažena zcela bílým popruhem širokým nejvýše 5 cm.
Provaz nebo kovové lano a horní okraj sítě jsou potaženy z obou stran zcela bílou páskou širokou nejméně 5 cm a nejvýše 6,35 cm. Na síti, na popruhu, na pásce a na tyčkách pro dvouhru nesmí být reklamy.

## Ohraničení

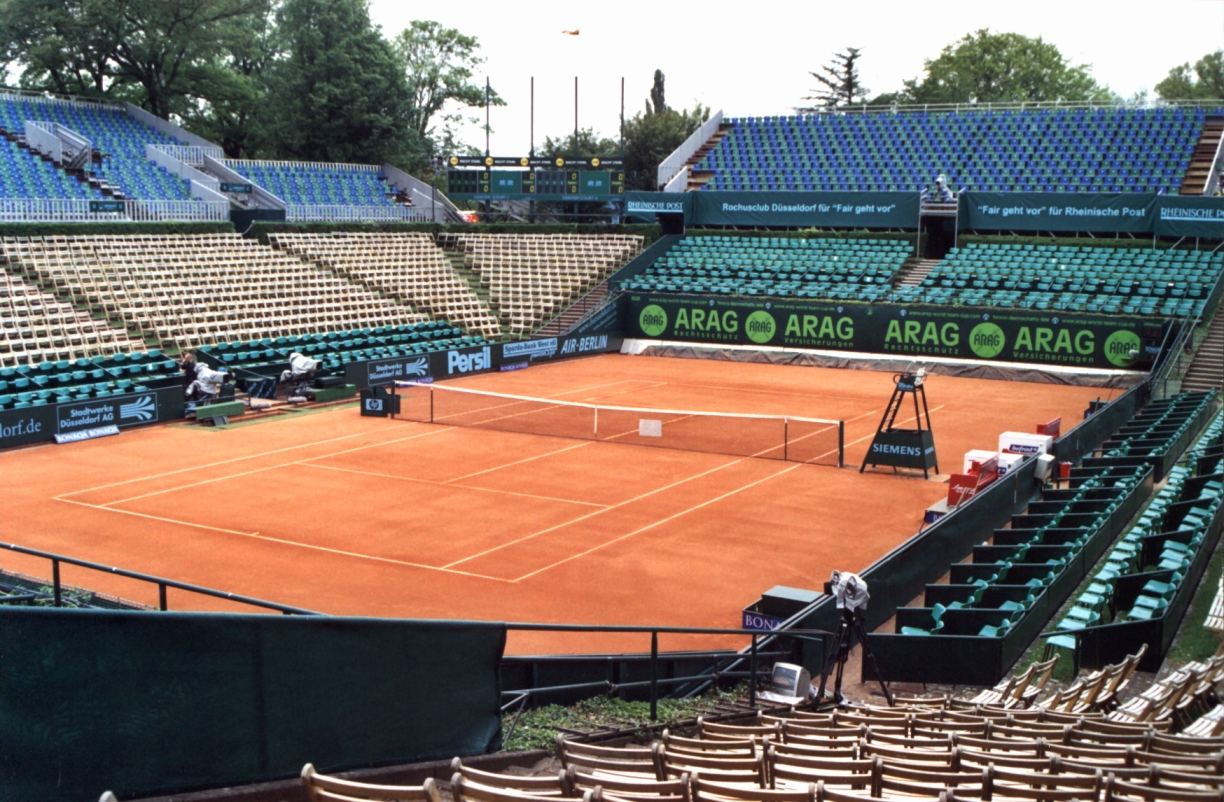

Čáry, které ohraničují kratší strany dvorce, se nazývají základní čáry, čáry ohraničující delší strany dvorce se nazývají podélné čáry. Ve vzdálenosti 6,40 m od sítě jsou rovnoběžně se sítí čáry pro podání. Prostor po obou stranách sítě mezi čarami pro podání a podélnými čarami je rozdělen na dvě poloviny, zvané pole pro podání, střední čarou pro podání, která musí být 5 cm široká a je uprostřed mezi podélnými čarami a rovnoběžná s nimi. Každá základní čára je rozdělena v myšleném prodloužení střední čáry čarou 10 cm dlouhou a 5cm širokou, vyznačenou ze základní čáry kolmo dovnitř dvorce a zvanou střední značka. Všechny ostatní čáry musí být nejméně 2,5 cm a nejvýše 5 cm široké, kromě základní čáry, která může být široká nejvýše 10 cm. Všechny rozměry se počítají k vnějšímu okraji čar. Všechny čáry musí být stejné barvy. Jsou-li na zadní straně dvorce umístěny reklamy nebo jiná sdělení, nesmějí být bílé nebo žluté barvy. Světlé barvy lze použít jen tehdy, nebude-li rušit vidění hráče.
Jsou-li reklamy umístěny na židlích čárových rozhodčích sedících na zadní straně dvorce, nesmí být bílé nebo žluté barvy. Světlé barvy lze použít jen tehdy, nebude-li to rušit vidění hráče.

## Tvrdý povrch
Tvrdé povrchy jsou tvořeny zejména asfaltem. Jedná se o středně rychlé tenisové povrchy, kde mají výhodu zejména tenisté, kteří staví na silově založeném stylu. Tvrdé povrchy jsou rychlejší než antuka, ale pomalejší než travnaté dvorce. Důležitý je poměr písku v povrchu. US Open je hrán na typu DecoTurf, tvrdém akrylátovém povrchu, zatímco Australian Open je hrán na syntetickém povrchu Plexicushion. V letech 1988–2007 se Australian Open hrál na povrchu Rebound Ace.

## Halový dvorec
V hale je nejčastějším povrchem dvorce koberec. Méně často antuka. Kobercové povrchy se liší svou strukturou a tloušťkou, které definují vlastnosti, zejména rychlost a velikost odskoku míče a kvalitu pohybu tenistů. Koberec je nejrychlejším povrchem v tenise. Existuje mnoho druhů včetně umělé trávy.